# Ahí vienes
«Ahí vienes» es una canción y el cuarto/último sencillo del segundo disco de la banda mexicana Motel con nombre 17. Salió a principios del mes de mayo del 2009 con gran repercusión en su país, fue lanzada oficialmente por Warner Music, su discográfica.

## Álbum
Este vídeo sigue la línea de los dos anteriores, muestra una historia entre dos personajes que viven en un mundo ficticio y que por la letra de la canción habla sobre sentimientos de tristeza y nostalgia.
El video entró en todos los canales de videos y logró posicionarse en MTV dentro del Top 20. Además fue nuevamnete nominada a los premios MTV por Mejor Video del año.

## Listas musicales
| Lista (2007)            | Puesto |
| ----------------------- | ------ |
| México (Los 40)         | 38     |
| Paraguay (Radio Latina) | 59     |